# Aaron White
Aaron White (nascido em 10 de setembro de 1992) é um basquetebolista profissional americano que atualmente joga para o Žalgiris Kaunas. Ele jogou basquete universitário pela Universidade de Iowa.

## Carreira na universidade
Ao concluir sua primeira temporada, White foi nomeado para o terceiro time geral da Big Ten. Ele marcou 26 pontos na vitória do Iowa por 83-52 contra o Davidson na Rodada 64 do torneio da NCAA de 2015. Em seu terceiro ano, conquistou as honras de primeiro time geral da Big Ten pelos treinadores e mídia.

## Carreira profissional
No dia 25 de junho de 2015, White foi selecionado como a 49ª escolha geral do Draft da NBA de 2015 pelo Washington Wizards. Mais tarde, ele se juntou ao Wizards para a Summer League de 2015 da NBA, onde teve uma média de 3,0 pontos e 3,7 rebotes em seis jogos. Em 26 de julho de 2015, ele assinou um contrato de um ano com o Telekom Baskets Bonn da Liga Alemã de Basquetebol. Em junho de 2016, o seu contrato expirou e ele deixou a equipe em busca de um contrato na NBA com a equipe que o escolheu no ano anterior, o Washington Wizards.
Para a temporada 2016-17, White assinou com o Zenit de São Petersburgo, da VTB United League e da Eurocopa.
Em 13 de junho de 2017, White assinou com o Žalgiris Kaunas da LKL e da Euroliga.